# Afrotrichloris
Afrotrichloris je rod trava smješten u podtribus Eleusininae. Postoje dvije priznate vrste, obje su trajnice, koje rastu u Somaliji i Etiopiji.
Tipična je vrsta A. martinii dobila je ime po Ferdinandu Martiniju, opisana 1815. smještena u tada monotipski rod Afrotrichloris. Druga vrsta A. hyaloptera opisana je tek 1967.

## Vrste
1. Afrotrichloris hyaloptera Clayton
2. Afrotrichloris martinii Chiov.

## Vanjske poveznice
- Grass Genera of the World